# 失眠 (鬼束千尋專輯)
《Insomnia》（インソムニア，失眠）是日本創作型歌手鬼束千尋於2001年3月9日發行的第一張原創專輯。

## 說明
- 整張專輯作詞及作曲皆由鬼束千尋獨立完成，編曲則是羽毛田丈史。（土屋望參與了《Bacd Door (album version)》、《Shine (album version)》以及《Cage》的編曲）
- 在公信榜週排行榜空降冠軍，發售一個月後即破一百萬的熱銷作品，同時也是鬼束本人目前為止最為暢銷的作品，繼宇多田光16歲又兩個月的年紀以專輯《First Love》獲得公信榜第一位，鬼束以20歲又五個月的年紀成為史上第二年輕取得公信榜冠軍專輯的創作型歌手。
  - 由於之後2004年的艾薇兒（19歲八個月）、2007年的YUI（20歲一個月）、以及2008年加藤ミリヤ（20歲四個月），也同樣獲得了冠軍專輯，因此鬼束變為第五名。

## 收錄曲目
1. 月光
  - 仲間由紀惠主演的朝日電視台連續劇《圈套》主題曲。
2. Innocence
3. Edge
4. Back Door (album version)
5. We Can Go
6. Call
7. Shine (album version)
8. Cage
9. 螺旋
10. 眩暈
11. 月光 (album version)